# Johannes Steinmeyer
Johannes Steinmeyer (geb. um 1450 in Lindau; gest. um 1500/1510 vermutlich in Konstanz), auch als Johannes Stainmayer, Stainer, Schreiber, Scriptoris oder ähnlich nachgewiesen, war ein deutscher Jurist, Professor und Rektor der Universität Tübingen sowie Anwalt im Dienst der bischöflichen Kurie des Bistums Konstanz.

## Leben
Johannes Steinmeyer stammte aus einer Lindauer Patrizierfamilie. Sein Großvater Hans Steinmeyer von Bregenz hatte 1420 das Bürgerrecht in Lindau erworben und wurde 1424 Mitglied des Rats dieser Stadt. Auch sein Vater gleichen Namens war Mitglied des Rats dieser Stadt (1480, 1488) und ist auch in anderen städtischen Funktionen nachgewiesen. 1485 bewohnte er in Lindau das Haus im Loch. Johannes war wohl der älteste Sohn von fünf Kindern aus der Ehe mit der Patriziertochter Ursula von Stein.
Im Sommersemester 1467 begann er ein Studium an der Artistenfakultät der Universität Leipzig unter dem Namen Johannes Scriptoris. Nach einer kurzen Unterbrechung erwarb er um 1475 dort den Magistergrad. An der Universität Pavia, wo er in Aufzeichnungen zu mehreren Rektoratswahlen zu finden ist, studierte er anschließend Rechtswissenschaft und schloss dieses Studium mit dem Titel eines Doktors beider Rechte (utriusque iuris doctor) ab. Mit diesem Titel erscheint er am 9. Juli 1486 in der Matrikel der Universität Tübingen. Im Wintersemester 1486/1487 wurde er zum Rektor der Tübinger Universität gewählt.
Ob er zum Kreis der sechs fest besoldeten Professoren an der Tübinger Juristenfakultät gehörte, ist nicht belegt. Doch mussten sich in dieser Zeit Doktoren beider Rechte mit dem Titel einer italienischen Universität nicht mit untergeordneten Funktionen zufriedengeben. Um 1491 heiratete er als Doktor Hans Stainer die Witwe Margreth des Konstanzer Notars Nikolaus Vögeli und ließ sich in Konstanz nieder. Steinmeyer war danach für die bischöfliche Kurie in Konstanz als Anwalt (procurator) tätig. Dies ergibt sich aus einer in Prag erhaltenen Handschrift aus der Bibliothek des Stifts Weißenau mit dem Titel Collectanea iuridica Joannis Stammayer doctoris, die seine Witwe zusammen mit etwa 100 Bänden aus der Bibliothek ihres Ehemanns veräußert hatte und die nach Aufhebung des Prämonstratenserstifts Weißenau 1803 an die Universitätsbibliothek Prag gelangte (Signatur Lobk. 241). Steinmeyer starb bereits vor 1510, denn im Konstanzer Steuerbuch dieses Jahres wird nicht mehr er selbst, sondern wieder seine nunmehr verwitwete Frau Margreth Stainer (Staimerin) verzeichnet.
Der Freiburger Stadtschreiber und spätere Universitätsprofessor der Rechte Ulrich Zasius bezeichnete 1495 in einem Schreiben an den Rat von Freiburg im Breisgau Steinmeyer als einen gelehrten Mann, dessen Rat er gerne in Anspruch nehme.